# PT 109 (filme)
PT 109 (bra: JFK - O Herói do PT 109; prt: Patrulha 109) é um filme americano dos gêneros guerra e drama dirigido por Leslie H. Martinson. Estrelado por Cliff Robertson (interpretando John F. Kennedy jovem, tenente da Marinha), o filme tem roteiro de Vincent Flaherty e Howard Sheehan, adaptado do livro PT 109: John F. Kennedy in WWII, do historiador Robert J. Donovan. 

## Sinopse
Em meados de 1942, por todo o oceano Pacífico, se iniciam combates entre americanos e japoneses nas inúmeras ilhas paradisíacas. John F. Kennedy, aos 25 anos de idade, é apenas um tenente da Marinha. Seu pequeno barco, o PT 109, é atacado e os sobreviventes estão feridos, mas Kennedy os leva a salvo para uma pequena ilha e começa uma busca por salvamento, cujo resgate ocorre a tempo. Cerca de 20 anos mais tarde, John Kennedy se tornaria um dos maiores presidentes americanos, e no dia de sua posse, uma réplica do barco destruído e um coco seco foram colocados em sua Sala Oval com lembrança viva desse episódio, sendo este filme lançado no mesmo ano de sua morte.